# Pandora Film
Pandora Film, ou Pandora Filmproduktion, est une société de production et de distribution cinématographique allemande, fondée par Karl Baumgartner et Reinhard Brundig. Pandora est considérée comme un acteur majeur du cinéma d'auteur en Europe.

## Filmographie (production)
- 1998 : Chat noir, chat blanc d'Emir Kusturica
- 1998 : Pleine lune (Vollmond) de Fredi Murer
- 1999 : Luna Papa de Bakhtiar Khudojnazarov
- 1999 : Pola X de Leos Carax
- 2001 : Chère Martha de Sandra Nettelbeck
- 2001 : Super 8 Stories d'Emir Kusturica
- 2003 : Printemps, été, automne, hiver… et printemps de Kim Ki-duk
- 2003 : Le Costume de Bakhtiar Khudojnazarov
- 2006 : La Vallée des fleurs de Pan Nalin
- 2007 : La Nouvelle vie de Monsieur Horten de Bent Hamer
- 2009 : 35 rhums de Claire Denis
- 2019 : Proxima d'Alice Winocour
- 2024 : Pepe de Nelson Carlo De Los Santos Arias (coproduction)